# Bahnstrecke Szczecin Dąbie–Szczecin Turzyn
| Streckennummer: | 351 Szczecin Dąbie–Wstowo 432 Wstowo–Szczecin Turzym Verbindungsstrecken 428 Szczecin Dąbie–Szczecin Podjuchy 855 Szczecin Port Centralny SPA–Regalica 854 Szczecin Dziewoklicz–Szczecin Port Centralny SPB 851 Szczecin Gumieńce–Wstowo 433 Szczecin Główny–Wzgórze Hetmańskie - Gumieńce |                                           |                                           |
| Streckenlänge: | 15,342 km |                                           |                                           |
| Spurweite: | 1435 mm (Normalspur) |                                           |                                           |
| Stromsystem: | 3 kV = |                                           |                                           |
| | |                                           |                                           |
| \| \| \| von Świnoujście (Swinemünde) und Stargard \| \| \| \| 198,491 \| Szczecin Dąbie (Altdamm) \| Szczecin Dąbie (Altdamm) \| \| \| \| nach Stettin Hbf. (bis 1945) \| \| \| \| 200,100 \| Szczecin Kijewo \| Szczecin Kijewo \| \| \| \| nach Sobieradz \| \| \| \| \| nach Sobieradz \| \| \| \| 201,165 \| Szczecin Zdroje \| Szczecin Zdroje \| \| \| 201,929 \| Szczecin Zdroje p.odg (Buchheide) \| Szczecin Zdroje p.odg (Buchheide) \| \| \| \| von Kostrzyn \| \| \| \| \| Szczecin Podjuchy \| \| \| \| \| \| \| \| \| \| Regalica \| \| \| \| 204,079 \| podg Regalica \| podg Regalica \| \| \| \| \| \| \| \| \| \| \| \| \| \| nach Szczecin Główny \| \| \| \| 207,928 \| podg Szczecin Dziewoklicz (Jungfernberg) \| podg Szczecin Dziewoklicz (Jungfernberg) \| \| \| \| Oder \| \| \| \| 209,627 0,000 \| podg Szczecin Wstowo (Güstow) \| podg Szczecin Wstowo (Güstow) \| \| \| \| Anschluss Elektrizitätswerk \| \| \| \| \| Kleinbahn Casekow–Penkun–Oder \| \| \| \| \| von Szczecin Główny \| \| \| \| \| \| \| \| \| \| \| \| \| \| \| Szczecin Gumieńce (Scheune) \| \| \| \| \| nach Pasewalk und Berlin \| \| \| \| 1,939 \| Szczecin Wzgórze Hetmańskie (Kosakenberg) \| Szczecin Wzgórze Hetmańskie (Kosakenberg) \| \| \| \| \| \| \| \| \| von Szczecin Główny \| \| \| \| \| \| \| \| \| 4,204 \| Szczecin Turzyn (Stettin-Torney) \| Szczecin Turzyn (Stettin-Torney) \| \| \| \| nach Trzebież \| \| | |                                           |                                           |
| Abzweig geradeaus und von links | | von Świnoujście (Swinemünde) und Stargard | von Świnoujście (Swinemünde) und Stargard |
| Bahnhof | 198,491 | Szczecin Dąbie (Altdamm)                  | Szczecin Dąbie (Altdamm)                  |
| Abzweig geradeaus und ehemals nach rechts | | nach Stettin Hbf. (bis 1945)              | nach Stettin Hbf. (bis 1945)              |
| Dienststation / Betriebs- oder Güterbahnhof | 200,100 | Szczecin Kijewo                           | Szczecin Kijewo                           |
| Abzweig geradeaus und nach links | | nach Sobieradz                            | nach Sobieradz                            |
| Kreuzung geradeaus oben (Querstrecke außer Betrieb) | | nach Sobieradz                            | nach Sobieradz                            |
| Haltepunkt / Haltestelle | 201,165 | Szczecin Zdroje                           | Szczecin Zdroje                           |
| Blockstelle | 201,929 | Szczecin Zdroje p.odg (Buchheide)         | Szczecin Zdroje p.odg (Buchheide)         |
| Strecke · Strecke von links | | von Kostrzyn                              | von Kostrzyn                              |
| Strecke · Bahnhof | | Szczecin Podjuchy                         | Szczecin Podjuchy                         |
| Abzweig geradeaus und nach links · Abzweig geradeaus und nach rechts | |                                           |                                           |
| Brücke über Wasserlauf · Brücke über Wasserlauf | | Regalica                                  | Regalica                                  |
| Blockstelle · Strecke | 204,079 | podg Regalica                             | podg Regalica                             |
| Strecke von links · Abzweig geradeaus und nach rechts · Strecke | |                                           |                                           |
| Abzweig geradeaus und von links · Kreuzung geradeaus oben · Strecke nach rechts | |                                           |                                           |
| Abzweig quer und nach rechts · Abzweig geradeaus und von rechts | | nach Szczecin Główny                      | nach Szczecin Główny                      |
| Blockstelle | 207,928 | podg Szczecin Dziewoklicz (Jungfernberg)  | podg Szczecin Dziewoklicz (Jungfernberg)  |
| Brücke über Wasserlauf | | Oder                                      | Oder                                      |
| Blockstelle | 209,627 0,000 | podg Szczecin Wstowo (Güstow)             | podg Szczecin Wstowo (Güstow)             |
| Abzweig geradeaus und nach rechts | | Anschluss Elektrizitätswerk               | Anschluss Elektrizitätswerk               |
| Kreuzung geradeaus oben (Querstrecke außer Betrieb) | | Kleinbahn Casekow–Penkun–Oder             | Kleinbahn Casekow–Penkun–Oder             |
| Abzweig quer und von rechts · Abzweig geradeaus, nach links und nach rechts · Strecke von rechts | | von Szczecin Główny                       | von Szczecin Główny                       |
| Strecke nach links · Kreuzung geradeaus oben · Abzweig geradeaus und von rechts | |                                           |                                           |
| Abzweig geradeaus und von links · Abzweig geradeaus und von rechts | |                                           |                                           |
| Strecke · Bahnhof | | Szczecin Gumieńce (Scheune)               | Szczecin Gumieńce (Scheune)               |
| Strecke · Abzweig geradeaus und nach links | | nach Pasewalk und Berlin                  | nach Pasewalk und Berlin                  |
| Dienststation / Betriebs- oder Güterbahnhof | 1,939 | Szczecin Wzgórze Hetmańskie (Kosakenberg) | Szczecin Wzgórze Hetmańskie (Kosakenberg) |
| Abzweig geradeaus und nach links · Strecke von rechts | |                                           |                                           |
| Abzweig quer und von rechts · Kreuzung geradeaus oben · Strecke nach rechts | | von Szczecin Główny                       | von Szczecin Główny                       |
| Strecke nach links · Abzweig geradeaus und von rechts | |                                           |                                           |
| Bahnhof | 4,204 | Szczecin Turzyn (Stettin-Torney)          | Szczecin Turzyn (Stettin-Torney)          |
| Strecke | | nach Trzebież                             | nach Trzebież                             |

Die 15,3 km lange zweigleisige elektrifizierte Bahnstrecke Szczecin Dąbie–Szczecin Turzyn (Altdamm–Torney) im Nordwesten Polens ist das Kernstück einer in den 1930er Jahren als Güterverbindungsbahn Stettin entstandenen Bahnverbindung, die einen Halbring im Süden der polnischen Hafenstadt Stettin (Szczecin) bildet. Über eine Reihe von Verbindungskurven ist sie an andere Strecken angeschlossen.

## Geschichte

### Vorgeschichte
Stettin erhielt 1843 Bahnanschluss mit der Berlin-Stettiner Eisenbahn. Der Bahnhof, der spätere Stettiner Hauptbahnhof und heutige Bahnhof Szczecin Główny, entstand südlich der Innenstadt kurz vor dem Ufer der Oder. 1846 verlängerte die Berlin-Stettiner-Eisenbahngesellschaft die Strecke über die Oder bis nach Stargard. In den Folgejahren entstand zunächst eine Verbindung nach Posen und 1859 ein Abzweig nach Köslin, der in den Folgejahren bis Danzig verlängert wurde. 1863 folgte die Strecke nach Pasewalk. 1882 entstand eine Verbindung vom Bahnhof Altdamm östlich der Oder nach Gollnow, die später bis an die Ostsee verlängert wurde. 1898 entstand im Westen der Stadt die Strecke nach Jasenitz, die eine Reihe von Bahnhöfen in den Stettiner Vororten erhielt. 1910 wurde diese Strecke bis Ziegenort verlängert. Einzige Verbindung zwischen den Strecken im Westen und Osten war die Strecke durch den Stettiner Hauptbahnhof über die Oder und durch den Hauptgüterbahnhof im Hafen (heute Szczecin Port Centralny).
Der Hauptbahnhof selbst war wegen seiner Lage zwischen Oder und Stadt nicht mehr erweiterungsfähig. Immer wieder gab es Planungen für eine Erweiterung der Stettiner Bahnhofsanlagen, wozu deren grundlegende Umgestaltung nötig war. Pläne aus der Zeit nach dem Ersten Weltkrieg sahen unter anderem große Güterbahnhöfe im Südwesten südlich von Scheune und im Osten der Stadt vor, ein neuer zentraler Personenbahnhof im Bereich Torney westlich der Innenstadt befand sich in der Diskussion. Voraussetzung dafür war der Bau einer zweiten Oderüberquerung im Süden der Stadt.

### Die Güterverbindungsbahn
Bereits 1923 waren 100 Millionen Mark für den Bau der Güterverbindungsbahn Stettin genehmigt worden. Der Bau der Strecke verzögerte sich jedoch. Als erster Schritt entstand 1931 eine Verbindung zwischen Scheune (heute polnisch Szczecin Gumieńce) an den Strecken nach Berlin und Pasewalk und Stettin-Torney (Szczecin Turzyn) an der Strecke nach Ziegenort. Damit war der Westen der Stadt, wo sich eine Reihe von Industriebetrieben befanden, direkt in Richtung Berlin angebunden.
Die wesentlichen Teile der Güterumgehungsbahn wurden am 15. Mai 1936 eingeweiht. Kernstück war eine zweigleisige Hauptstrecke von Altdamm mit Brücken über die Ostoder (Große Reglitz) und die Westoder nach Güstow, wo sich die Strecke in Richtung Scheune und zur Blockstelle Kosakenberg teilte. In Kosakenberg (heute: Wzgórze Hetmańskie) bestand Anschluss über die bereits fertiggestellte Verbindung nach Torney.
Weitere Verbindungen, teils als eingleisige Haupt-, teils als Nebenbahn errichtet, entstanden südlich vom neuen Bahnhof Buchheide an die Breslauer Strecke stadtauswärts zum Bahnhof Podejuch (Szczecin Podjuchy) und von Jungfernberg in Richtung Güterbahnhof, so dass dieser aus Richtung Westen über die neue Strecke erreicht werden konnte, ohne dass der Hauptbahnhof angefahren werden musste.
In den Folgejahren wurde das Netz mit einer Verbindung von Kosakenberg in Richtung Hauptbahnhof komplettiert.

### Entwicklung nach 1945
Nach der neuen Grenzziehung als Folge des Potsdamer Abkommens kam 1945 das Gebiet um Stettin und damit die komplette Strecke zu Polen. Da gegen Kriegsende die Brücken der alten Strecke vom Hauptbahnhof nach Altdamm zerstört worden waren, nahm der Nordostteil der Umfahrungsstrecke den gesamten Verkehr aus Richtung Osten über Altdamm, nun Szczecin Dąbie, in die Stadt auf. Bis 1948 verkehrten die Züge bis in den Bahnhof Szczecin Gumience. Von dort gelangten sie erst nach einem Fahrtrichtungswechsel zum Hauptbahnhof. Durch Verbindungen bei Regalica und Wstowo wurden später wieder direkte Fahrten zum Hauptbahnhof möglich.
Im Bereich von Wzgórze Hetmańskie entstanden Wohngebiete. Der Bahnhof wurde zum Personenbahnhof ausgebaut. Dort gab es ein Lokomotivdepot, das seinen Ursprung in einer 1938 errichteten Triebwagenhalle hatte. Die Halte in Wstowo und Dziewoklicz wurden nach 1945 noch einige Jahre lang bedient und später geschlossen. In den 1960er Jahren wurde der Bahnhof Zaborsko, früher Buchheide, geschlossen, und der neue Bahnhof Szczecin-Zdroje etwa 800 Meter entfernt entstand.
Im Jahre 1978 wurde zunächst der Abschnitt von Szczecin Dąbie nach Wstowo und weiter zum Hauptbahnhof elektrifiziert, später folgten die anderen Teilabschnitte.
Nach 2000 wurde wegen des zurückgehenden Verkehrs das zweite Gleis zwischen Wzgórze Hetmańskie und Turzyn gesperrt.

## Verkehr

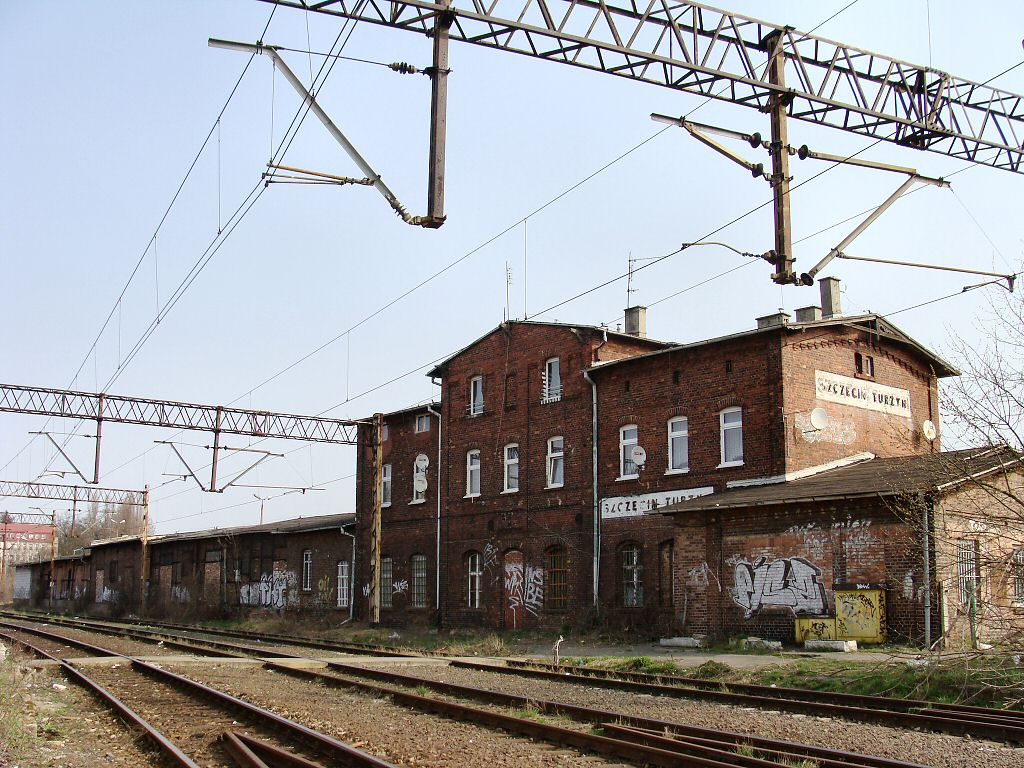
Bahnhof Szczecin Turzyn, Endpunkt der Strecke an der Einmündung in Richtung Trzebież Szczeciński

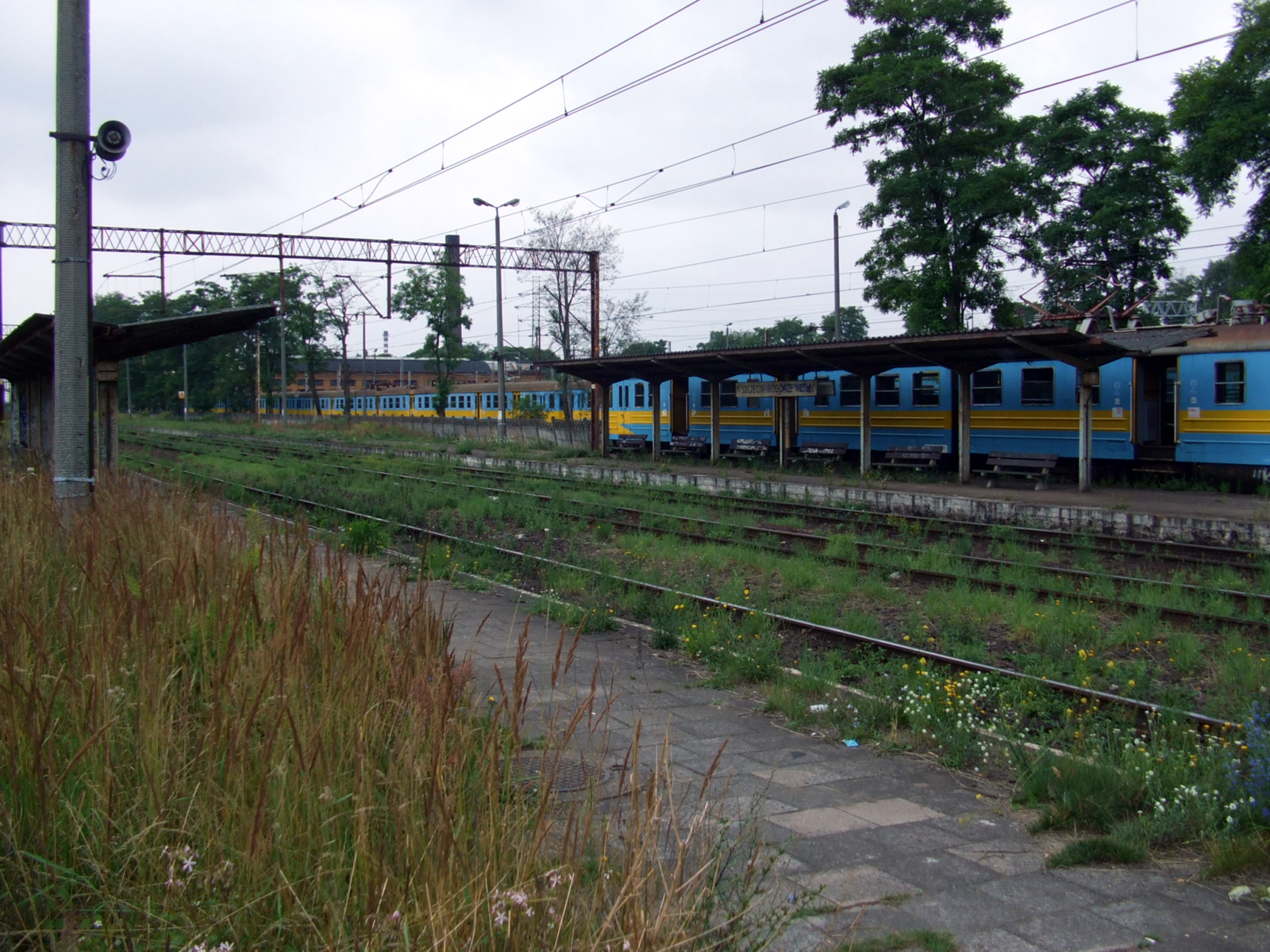
Abgestellte Elektrotriebwagen im Bahnhof Szczecin Wzgórze Hetmańskie

Die Strecke diente zunächst vor allem dem Güterverkehr, wurde aber von Beginn an für den Personennahverkehr genutzt. Zunächst diente sie dem Ausflugsverkehr, für den Haltepunkte in Jungfernberg und Buchheide eingerichtet wurden. Entsprechend verkehrten einige Zügen vor allem im Sommer teilweise nur an den Wochenenden. Die Züge fuhren zunächst nur zwischen Torney und Altdamm, 1939 wurde mit dem Bau der neuen Verbindung von Kosakenberg zum Hauptbahnhof ein Teil der Züge zum Hauptbahnhof geleitet. Im Kursbuch war die Strecke mit einer eigenen Tabelle enthalten, die von Stettin-Zabelsdorf (heute Niebuszewo) nördlich von Torney an der Strecke nach Ziegenort bzw. Stettin Hauptbahnhof über Pomorensdorf (ebenfalls an der Ziegenorter Strecke) nach Altdamm führte. An Sonntagen im Sommer verkehrten fünf Zugpaare zwischen Zabelsdorf und Altdamm und zwei bzw. drei Züge vom Hauptbahnhof; einige Züge von Zabelsdorf fuhren werktags im Sommer. Mit Kriegsausbruch 1939 wurde der Ausflugsverkehr eingestellt. Im Jahre 1940 verkehrte auf der Strecke ein Wehrmachtsschnellzug, der von Posen über Altdamm und Scheune nach Hamburg führte.
Nach Kriegsende nahm die Strecke zunächst den gesamten Personenverkehr zum nunmehr polnischen Szczecin auf. Einige Jahre nach Kriegsende wurde die Brücke über die Westoder beim Hauptbahnhof wieder aufgebaut. Die direkte Strecke von Szczecin Dąbie über Finkenwalde (Szczecin Lotnisko) wurde aber nicht wieder aufgebaut. Damit wird seit Kriegsende der Ostteil der Strecke von allen Zügen in und aus Richtung Szczecin Dąbie genutzt. Ein Teil der Züge in Richtung Hauptbahnhof und die Güterzüge in den Hafen verlassen die Umfahrung bei Regalica wieder und fahren über eine Verbindungskurve auf die Strecke aus Kostrzyn in Richtung Stadt und Hafen. Die anderen Züge zum Hauptbahnhof wie die Güterzüge nach Gumience sowie in den Westen der Stadt oder zum Chemiewerk nach Police nutzen die Umfahrungsstrecke auf der gesamten oder fast der gesamten Länge.
Bis in die 1990er Jahre verkehrten wegen Kapazitätsengpässen einzelne Personenzüge aus Richtung Osten über die Umfahrungsstrecke und endeten statt im Hauptbahnhof im Bahnhof Turzyn oder Niebuszewo. In den Folgejahren wurden jedoch eine Reihe von Nahverkehrsrelationen ausgedünnt, so dass die Kapazität des Hauptbahnhofs wieder ausreicht, den kompletten Personenverkehr zu bewältigen. Mit der Einstellung des Personenverkehrs auf der Strecke nach Trzebież Szczeciński verlor der Bahnhof Szczecin Turzyn seinen Personenverkehr komplett. Der Bahnhof Szczecin Wzgórze Hetmańskie dient etwa seit dem Jahr 2000 nur noch rein betrieblichen Aufgaben.

## Verlauf

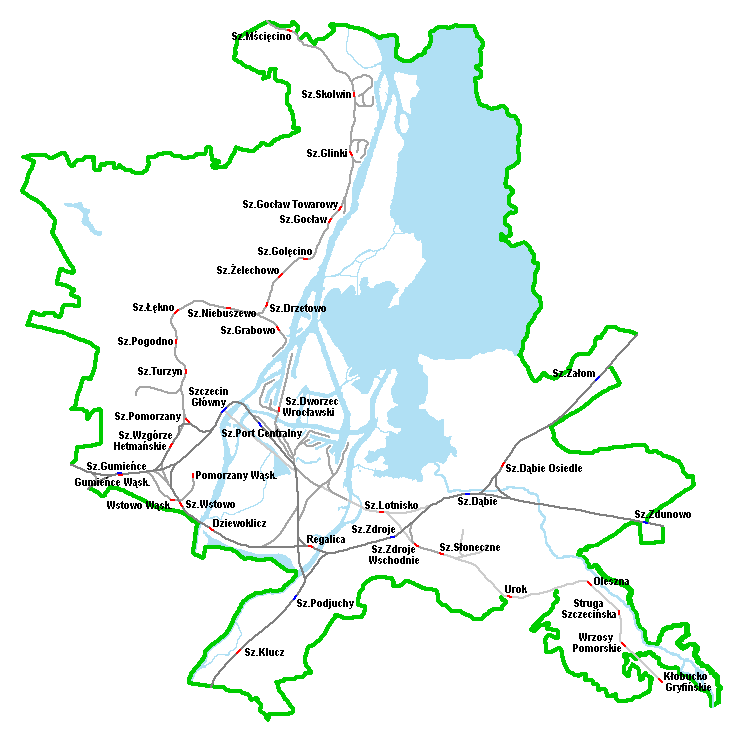
Das Schienennetz der Stadt Szczecin (Stettin)

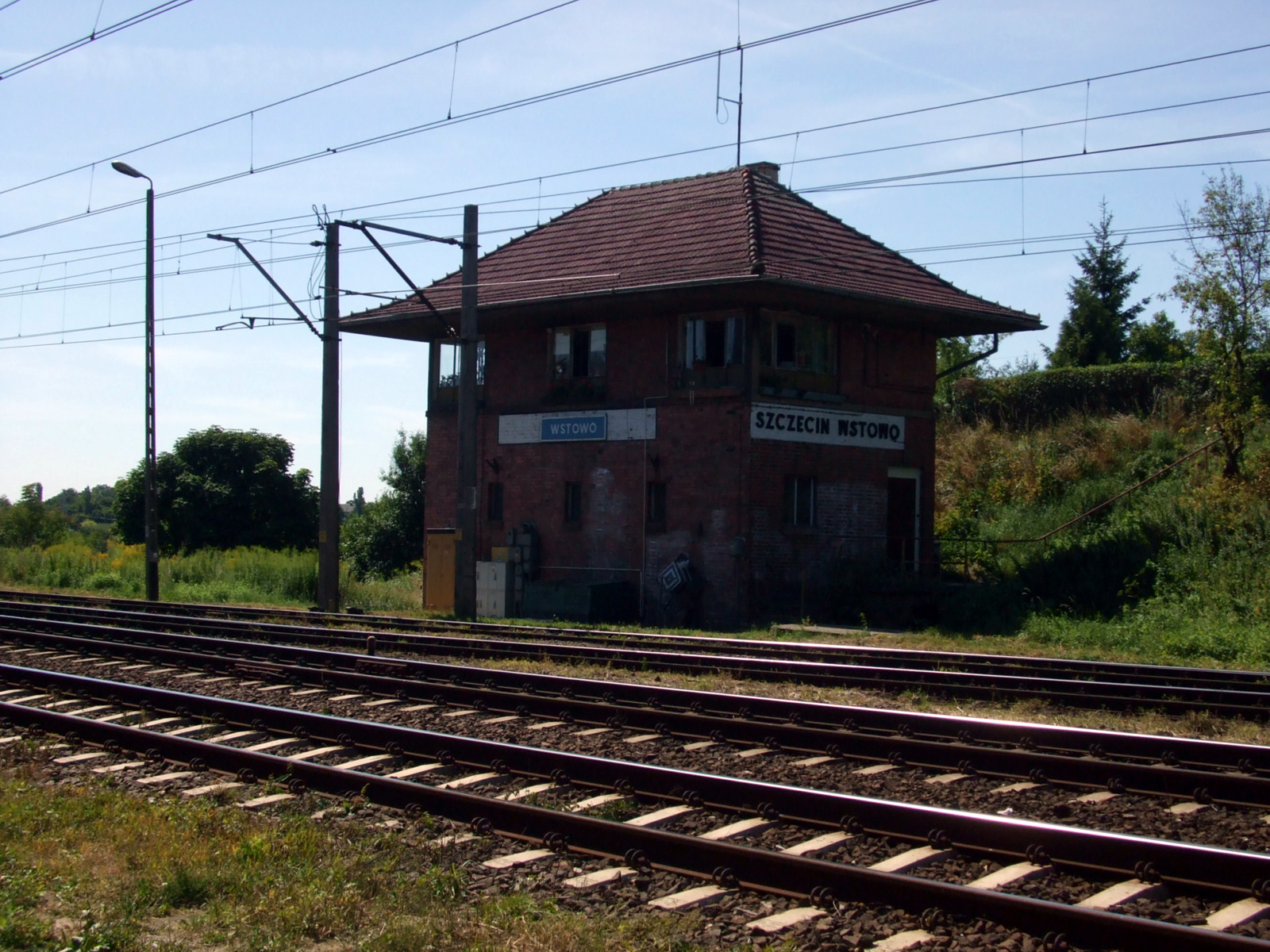
Stellwerk in Wstowo (Güstow)

### Strecke
Die Strecke bildet einen Halbring im Süden und Westen von Stettin. Vom Bahnhof Szczecin Dąbie verläuft sie in südwestliche Richtung. Kurz hinter dem Bahnhof zweigte die frühere direkte Trasse zum Hauptbahnhof ab. Erste Zwischenstation ist der Bahnhof Szczecin Zdroje mit drei Bahnsteiggleisen. Die Trasse wendet sich nach Westen und überquert den östlichen Oderarm, auf Polnisch Regalica (Große Reglitz) genannt. Hinter der Brücke befindet sich die Abzweigstelle Regalica, westlich davon unterquert die Bahnstrecke Wrocław–Szczecin die Strecke. Parallel zu einem Verbindungskanal und einer Umgehungsstraße werden auf mehreren Kilometern die Oderauen durchquert. Westlicher der Brücke über den Hauptarm der Oder (auch Westoder, polnisch Odra Zachodnia) liegt der Betriebsbahnhof Wstowo. In diesem Bereich führte unter der Umgehungsbahn bis 1945 die schmalspurige Kleinbahn Casekow–Penkun–Oder. Westlich davon wird die Bahnstrecke Berlin-Szczecin überquert. Der bis kurz nach 2000 auch dem Personenverkehr dienende Bahnhof Wzgórze Hetmańskie besteht aus einem Haus- und einem Inselbahnsteig, die mit einer Fußgängerbrücke verbunden sind. Nordwestlich schließt sich das Lokomotivdepot an. Richtung Norden verläuft die Strecke parallel zur Strecke vom Hauptbahnhof, bevor sie im Bahnhof Szczecin Turzym in diese einmündet.

### Verbindungen

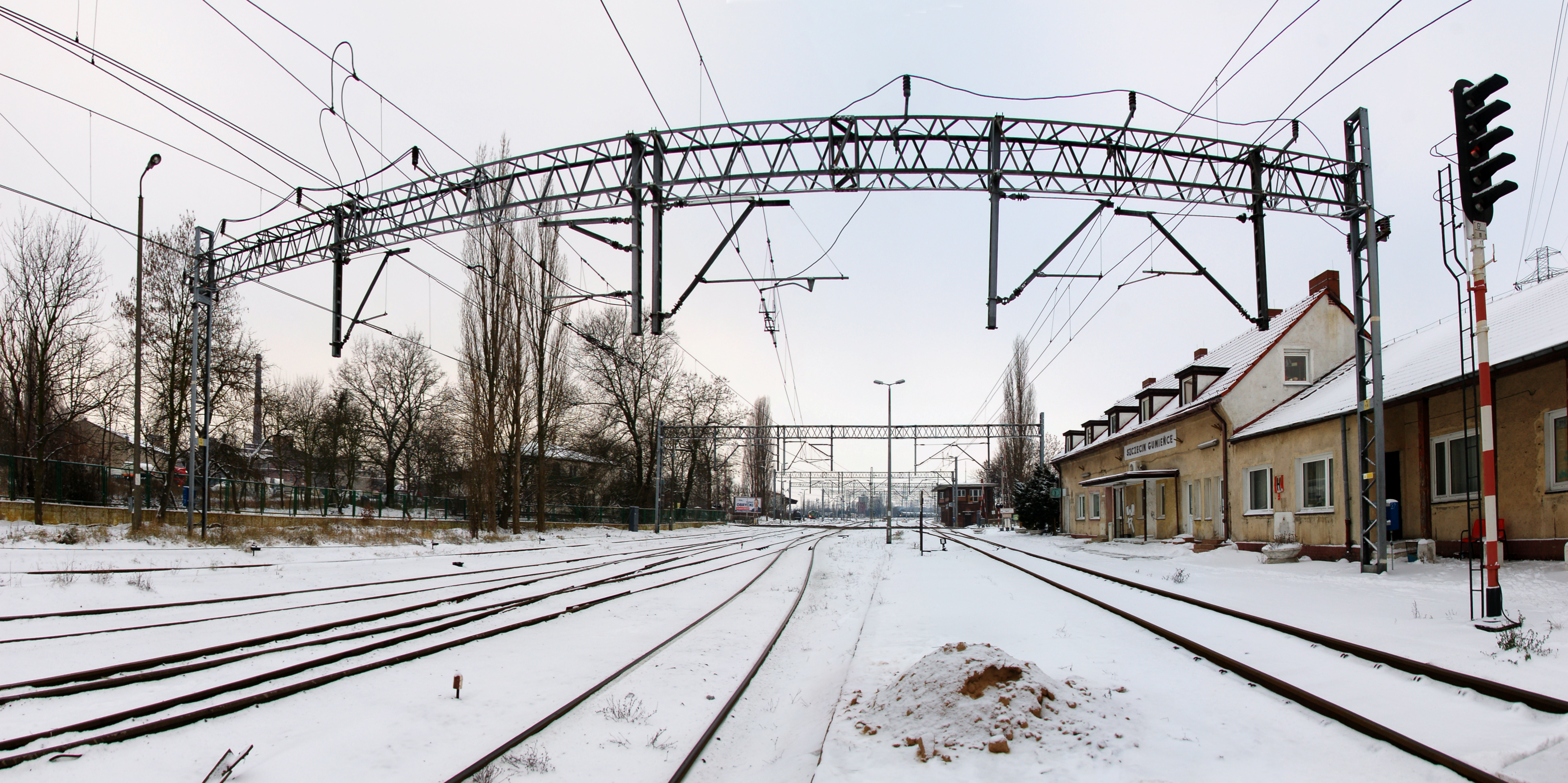
Bahnhof Szczecin Gumieńce, von hier führen zwei Verbindungskurven zur Strecke

Es gibt eine Reihe von Verbindungsgleisen zu anderen Strecken:
- südlich von Szczecin Zdroje nach Süden nach Podjuchy Richtung Kostrzyn.
- am Abzweig Regalica nach Nordwesten zum Abzweig Szczecin Port Centralny SPA.
- von Dziewoklicz nach Norden zum Abzweig Szczecin Port Centralny SPB. Die mehr als 5 km lange Verbindungsstrecke ermöglicht Fahrten aus Richtung Westen in den Güter- und in den Hauptbahnhof.
- in Wstowo an die Bahnstrecke Berlin-Szczecin sowohl in Richtung Gumience als auch Richtung Hauptbahnhof.
- in Wzgórze Hetmańskie aus Szczecin Gumience und zum Hauptbahnhof. Letztgenannte Verbindung fädelt zunächst nach Nordwesten aus und überquert die Umgehungsbahn.

Durch die vielen Verbindungen entstanden eine Reihe von Fahrtmöglichkeiten. Zwischen Dąbie und dem Hauptbahnhof verlassen die Züge entweder in Regalica die Umgehungsbahn und fahren über die Bahnstrecke aus Kostrzyn nach Port Centralny und weiter in Richtung Hauptbahnhof aus Richtung Nordosten oder sie bleiben bis Wstowo auf der Umgehungsbahn und erreichen den Hauptbahnhof aus Richtung Südwesten. Im Personenverkehr werden beide Varianten genutzt.
Zwischen Szczecin Gumieńce und Szczecin Główny gibt es drei verschiedene Streckenführungen, die etwa bis zum Jahr 2000 alle im Personenverkehr genutzt wurden. Die meisten Züge aus Deutschland nutzen und nutzten die direkte Verbindung. Einzelne Inlandspersonenzüge fuhren jedoch über Wzgórze Hetmańskie. Einige Züge in Richtung Deutschland fuhren, um sich das Umsetzen der Lokomotiven im Bahnhof Szczecin Główny zu sparen, von dort über Port Centralny und in einer Schleife über den Abzweig Dziewoklicz nach Gumieńce.